# Kazimierz Klabecki
Kazimierz Andrzej Klabecki (ur. 29 listopada 1884 w Gądkach, zm. po listopadzie 1941 we Lwowie) – polski lekarz weterynarii.

## Życiorys
Syn Emila i Teofili z Chiżyńskich, był uczniem Gimnazjum im. Marii Magdaleny w Poznaniu, ale egzamin dojrzałości zdał w 1902 w Krotoszynie. Studia weterynaryjne rozpoczął w Berlinie, a następnie kontynuował w Giessen. 12 marca 1906 uzyskał dyplom lekarza weterynarii i rozpoczął praktykę zawodową w rzeźni miejskiej w Guben. W 1910 wyjechał do Afryki, gdzie przez dziewięć lat pracował w Windhuk. W 1919 powrócił do Polski i zamieszkał w Poznaniu, w styczniu 1920 został powołany na dyrektora Rzeźni Miejskiej i Targowisk. W 1928 obronił doktorat na Akademii Medycyny Weterynaryjnej we Lwowie, był członkiem Zarządu Głównego Zrzeszenia Lekarzy Weterynaryjnych RP oraz przewodniczył oddziałowi poznańskiemu tej organizacji. Po wybuchu II wojny światowej przedostał się do Lwowa, w listopadzie 1941 został aresztowany i osadzony w więzieniu przy ul. Łąckiego, gdzie został zamordowany. 

## Odznaczenia
- Złoty Krzyż Zasługi (1938)